# Vitali Savin
Vitali Savin (Jezqazğan, 23 januari 1966) is een Kazachs atleet, die zich had toegelegd op de sprint. Hij nam driemaal deel aan de Olympische Spelen en hield daar een gouden medaille aan over. 

## Biografie
Tijdens de Olympische Zomerspelen 1988 werd Krylov op de 4 × 100 m estafette olympisch kampioen namens de Sovjet-Unie.
Hij nam in 1992 en 1996 ook deel aan de Spelen.

## Titels
- Olympisch kampioen 4 x 100 m - 1988

## Persoonlijke records
| Onderdeel | Prestatie | Jaar             |
| --------- | --------- | ---------------- |
| 100 m     | 10,08 s   | 13 augustus 1992 |

## Palmares

### 100 m
- 1988: KF OS - 10,36 s
- 1991: KF WK - 10,36 s
- 1992: HF OS - 10,26 s
- 1993: HF WK - 10,36 s
- 1995: KF WK - 10,42 s
- 1996: Series OS - 10,52 s

### 4 x 100 m
- 1988:  OS - 38,19 s
- 1991: 7e WK - 38,68 s
- 1992: 5e OS - 38,17 s

1912: Jacobs, Macintosh, d'Arcy, Applegarth ·
1920: Paddock, Scholz, Murchison, Kirksey ·
1924: Clarke, Hussey, Leconey, Murchison ·
1928: Wykoff, Quinn, Borah, Russell ·
1932: Kiesel, Toppino, Dyer, Wykoff ·
1936: Owens, Metcalfe, Draper, Wykoff ·
1948: Ewell, Wright, Dillard, Patton ·
1952: Smith, Dillard, Remigino, Stanfield ·
1956: Murchison, King, Baker, Morrow ·
1960: Cullmann, Hary, Mahlendorf, Lauer ·
1964: Drayton, Ashworth, Stebbins, Hayes ·
1968: Greene, Pender, Smith, Hines ·
1972: Black, Taylor, Tinker, Hart ·
1976: Glance, Jones, Hampton, Riddick ·
1980: Moeravjov, Sidorov, Prokofjev, Aksinin ·
1984: Graddy, Brown, Smith, Lewis ·
1988: Bryzgin, Krylov, Moeravjov, Savin ·
1992: Marsh, Burrell, Mitchell, Lewis ·
1996: Esmie, Gilbert, Surin, Bailey ·
2000: Drummond, Williams, Lewis, Greene ·
2004: Gardener, Campbell, Devonish, Lewis-Francis ·
2008: Bledman, Burns, Callender, Thompson ·
2012: Carter, Frater, Blake, Bolt ·
2016: Powell, Blake, Ashmeade, Bolt ·
2020: Desalu, Jacobs, Patta, Tortu ·
2024: Brown, Blake, Rodney, De Grasse
- World Athletics: 14207261